# Коцко Ольга Василівна
Ольга Василівна Коцко (1899, с. Млинки Шкільні, нині у складі м. Дрогобича Львівської обл. — 26 січня 1942) — учасниця комуністичного руху в Західній Україні. Дочка Василя Коцка.
Член КПЗУ з 1920. З 1922 — секретарка Дрогобицького окружного комітету МОДР.
Зиновій Книш. стверджував, що в другій половині 1920-х підтримувала націоналістичний рух і ОУН, а 1929 року «перейшла до комуністів і відігравала серед них помітну ролю».
У 1929–1930 навчалася в Київській партійній школі. З кінця 1930 — на підпільній партійній роботі в Західній Україні: очолювала окружні комітети КПЗУ у Львові, Коломиї, Ковелі. У серпні 1932 заарештована і за Ковельським процесом 1934 засуджена на 15 років ув'язнення.
Після радянської анексії у вересні 1939 року працювала на нову владу в Дрогобицькій області (адмінодиниця утворена 27 листопада того року). Розстріляна нацистами. 

## Вшанування
У Дрогобичі в будинку, де жили Василь і Ольга Коцки, у радянські часи був меморіальний музей.